# Сабиончело Сан Пјетро (Ферара)
Сабиончело Сан Пјетро је насеље у Италији у округу Ферара, региону Емилија-Ромања.
Према процени из 2011. у насељу је живело 172 становника. Насеље се налази на надморској висини од 3 м.